# Ali As
Ali A$ (Munique, 15 de julho de 1979) é um rapper teuto-paquistanês.

## Discografia
- Bombe (2008)
- Amnesia (2015)
- Euphoria (2016)